# Příhrazské skály

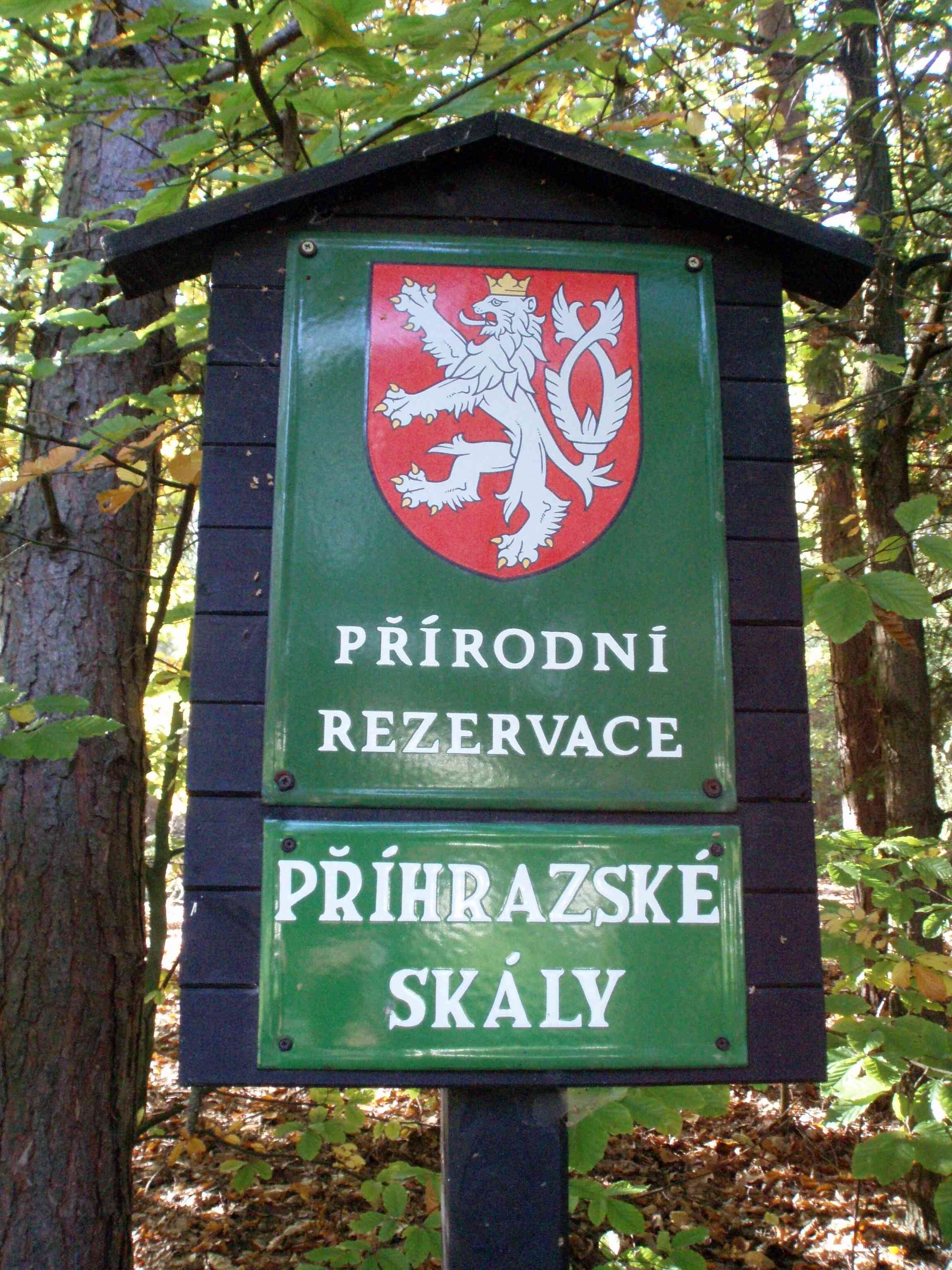
Příhrazské skály

Příhrazské skály (deutsch Pschichraser Felsen) sind eine Felsenstadt im Böhmischen Paradies in Tschechien.
Das 519 ha große Sandsteinfelsengebiet befindet sich nordöstlich des Basaltberges Mužský. Es umfasst 178 Einzelfelsen, die durch tiefe Schluchten getrennt sind. Die Höhe beträgt 239–463 m. n. m. Auf dem Boden der Schluchten herrscht ein spezifisches feucht-kaltes Mikroklima; die Temperaturunterschiede zwischen sonnenbeschienenen Flächen und den schattigen Canyons können im Sommer bis zu 20 °C betragen.
Das Gebiet steht seit 1999 als Naturreservat unter Schutz. Es ist überwiegend mit Kiefern bewachsen, einen kleinen Anteil haben Buchen und Eichen. Schutzwürdige Arten sind hier die Kleine Hufeisennase und der Prächtige Dünnfarn. Auf den Felsen liegen die Überreste der mittelalterlichen Felsenburgen Drábské světničky, Klamorna, Staré hrady und Hynšta.
Die Felsenstadt erschließt sich am günstigsten über die sogenannte Pschichraser Stiege vom Parkplatz in Příhrazy (Pschichras).